# Uitleggend of toelichtend verband
Een uitleggend- of toelichtend verband is een zins- of alineaverband dat een verklaring tussen zinnen of alinea's aanduidt. Signaalwoorden die zo'n verband kunnen aanduiden zijn: namelijk, dat wil zeggen, als, met andere woorden, bijvoorbeeld, ter toelichting, denk (maar) aan, neem nou, zo, zoals.
Voorbeeld: "De voetbalcompetitie is in jaren niet zo spannend geweest. Het is dit jaar bijvoorbeeld vaak voorgekomen dat een middenmoter bij een topclub punten kon weghalen."
Concluderend verband · middel-doelverband · oorzakelijk verband · opsommend verband · redengevend verband · samenvattend verband · tegenstellend verband · toelichtend verband · uitleggend verband · vergelijkend verband · voorwaardelijk verband